# 131 (szám)
A 131 (százharmincegy) a 130 és 132 között található természetes szám.
A 131 prímszám, sőt permutálható prímszám, hiszen a 113 és a 311 is prímek. A 131 egyben Sophie Germain-prím is és a második háromjegyű palindromikus prím. A prímszámok listájában a 32. helyen szerepel. Felírható három egymást követő prím összegeként, nevezetesen így:
{\displaystyle 131=41+43+47}
A 131 az Eisenstein-egészek körében Eisenstein-prím.

## Típusjelzésekben
- Fiat 131 (személygépkocsi)